# Roque Arregui
Roque Arregui (Mercedes, 16 de agosto de 1950) es un maestro y político uruguayo perteneciente al Frente Amplio.

## Carrera
Graduado de maestro en el Instituto Normal de Mercedes en 1969. Ejerce como maestro desde 1970; también es profesor de física desde 1972. Es destituido de su actividad docente por la dictadura cívico-militar. Es restituido en 1985.
Ha tenido destacada actuación como gremialista de maestros.

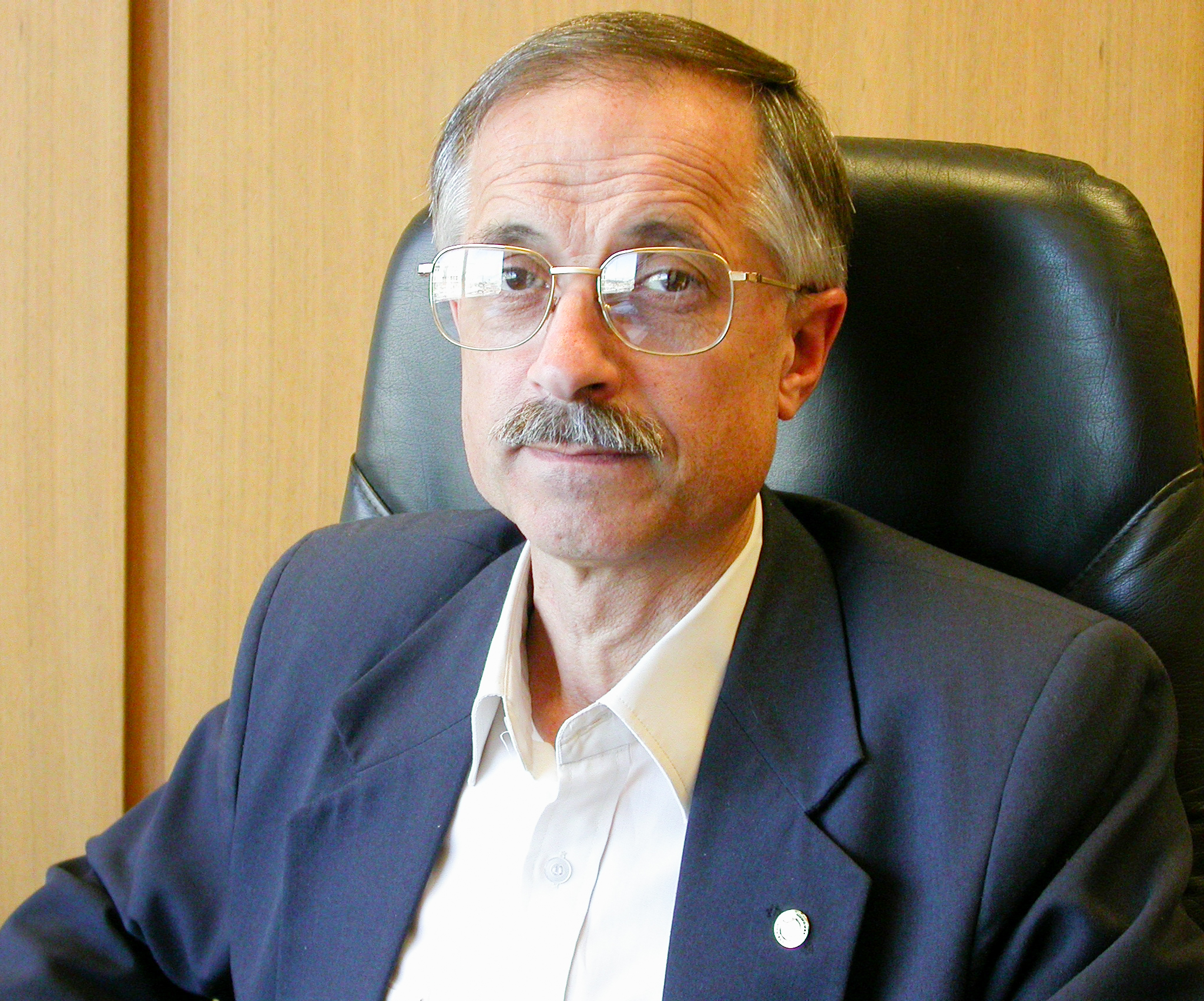
Diputado del Partido Socialista. Montevideo Uruguay

## Actuación política
Afiliado al Partido Socialista del Uruguay en 1970. En 1971 se integra al recién fundado Frente Amplio. En 1987 es electo Secretario Político Departamental del Partido Socialista en Soriano, siendo reelecto hasta 1994. Desde 1993 integra el Comité Central del Partido Socialista.
En las elecciones de 1994 es electo diputado por el departamento de Soriano, siendo reelecto en 1999 y en 2004. Durante 2006 es uno de los vicepresidentes de la Cámara. El 1º de marzo de 2009 fue elegido Presidente de la Cámara de Diputados del Uruguay.
En octubre de 2009 nuevamente fue reelecto diputado para el período 2010-2015.